# Under Cöver
Under Cöver ist ein Album der britischen Band Motörhead. Es wurde am 1. September 2017 veröffentlicht.
Das Album enthält ausschließlich Coverversionen bekannter Stücke aus dem Rock- und Metal-Genre. Die Lieder wurden größtenteils bereits früher auf Motörhead- oder Tributealben veröffentlicht, lediglich Heroes und Rockaway Beach waren Neuveröffentlichungen. 

## Titelliste
| Nr. | Titel (Original-Interpret)                  | Komposition und Text                                | Originalveröffentlichung                                            | Länge |
| --- | ------------------------------------------- | --------------------------------------------------- | ------------------------------------------------------------------- | ----- |
| 1.  | Breaking the Law (Judas Priest)             | Rob Halford / K.K. Downing / Glen Tipton            | Hell Bent Forever: A Tribute to Judas Priest, Tributealbum, 2008    | 2:33  |
| 2.  | God Save the Queen (Sex Pistols)            | Glen Matlock / John Lydon / Paul Cook / Steve Jones | We Are Motörhead, 2000                                              | 3:19  |
| 3.  | Heroes (David Bowie)                        | David Bowie / Brian Eno                             | Neuveröffentlichung, aufgenommen bei den Sessions zu Bad Magic      | 4:36  |
| 4.  | Starstruck (Rainbow)                        | Ritchie Blackmore / Ronnie James Dio                | This Is Your Life, Ronnie James Dio Tributealbum, 2014              | 4:06  |
| 5.  | Cat Scratch Fever (Ted Nugent)              | Ted Nugent                                          | March Ör Die, 1992                                                  | 3:54  |
| 6.  | Jumpin’ Jack Flash (The Rolling Stones)     | Mick Jagger / Keith Richards / Bill Wyman           | Bastards Neuveröffentlichung, 2001                                  | 3:19  |
| 7.  | Sympathy for the Devil (The Rolling Stones) | Mick Jagger / Keith Richards                        | Bad Magic, 2015                                                     | 5:35  |
| 8.  | Hellraiser (Ozzy Osbourne)                  | Ozzy Osbourne / Zakk Wylde / Lemmy Kilmister        | March Ör Die, 1992                                                  | 4:32  |
| 9.  | Rockaway Beach (Ramones)                    | Dee Dee Ramone                                      | Demo aus den Hammered-Sessions, 2002, zuvor unveröffentlicht        | 2:16  |
| 10. | Shoot ’Em Down (Twisted Sister)             | Dee Snider                                          | Twisted Forever, Twisted Sister Tributealbum, 2001                  | 3:53  |
| 11. | Whiplash (Metallica)                        | James Hetfield / Lars Ulrich                        | Metallic Attack: The Ultimate Tribute, Metallica Tributealbum, 2004 | 3:49  |

## Chartplatzierungen
| ChartsChartplatzierungen     | Höchstplatzierung | Wochen |
| ---------------------------- | ----------------- | ------ |
| Deutschland (GfK)            | 4 (8 Wo.)         | 8      |
| Österreich (Ö3)              | 14 (4 Wo.)        | 4      |
| Schweiz (IFPI)               | 7 (4 Wo.)         | 4      |
| Vereinigtes Königreich (OCC) | 19 (1 Wo.)        | 1      |